# Amos Arthur Heller
Amos Arthur Heller (* 21. März 1867 in Montour County, Pennsylvania; † 18. Mai 1944 in Vacaville, Kalifornien) war ein US-amerikanischer Botaniker.  Sein offizielles botanisches Autorenkürzel lautet „A.Heller“.

## Leben und Wirken
Heller war hauptberuflich Lehrer in Kalifornien (Los Gatos (Kalifornien) (1904 bis etwa 1909, in dieser Zeit sammelte er in den Santa Cruz Mountains), Chico (Kalifornien)) und legte mit seiner Frau Emily Gertrude Halbach (Heirat 1896) ein umfangreiches Herbarium von Pflanzen aus Nordamerika (Kalifornien), Mexiko und auch aus Hawaii und besonders aus  Puerto Rico an.
Seine erste Expedition nach Puerto Rico unternahm er für den New York Botanical Garden 1898/1899, weitere 1900 und 1902/03. Später wurde die Flora Puerto Ricos insbesondere von Nathaniel Lord Britton  und Elizabeth Gertrude Britton erforscht (Expeditionen 1906 bis 1933).
Sein erstes Herbarium ist am Brooklyn Botanical Garden (die es 1913 erwarben) und sein zweites an der University of Washington in Seattle. Duplikate fanden aber Eingang in viele Sammlungen weltweit.
Mit P. Beveridge Kennedy gab er die botanische Zeitschrift Muhlenbergia heraus, die er selbst setzte und druckte und in der er viel veröffentlichte.

## Ehrungen
Nach ihm benannt ist die Pflanzengattung Helleranthus Small aus der Familie der Eisenkrautgewächse (Verbenaceae).

## Schriften
- Catalogue of North American plants north of Mexico: exclusive of the lower cryptogams, 1898. 2. Aufl. 1900; 3. Aufl. 1909–1914[1]

- Seine Zeitschrift Muhlenbergia ist teilweise online, zum Beispiel Band 3, 1907, Archive